# Kościół Podwyższenia Krzyża Świętego w Godowie
Kościół Podwyższenia Krzyża Świętego w Godowie – rzymskokatolicki kościół filialny zlokalizowany w Godowie w województwie zachodniopomorskie, w powiecie goleniowskim, w gminie Maszewo. Należy do parafii św. Anny w Długołęce.

## Historia
Neoromański obiekt został wzniesiony w 1863 z kamieni polnych i cegły. Przed 1985 należał do parafii Matki Bożej Częstochowskiej w Maszewie, a po tej dacie do parafii św. Anny w Długołęce. Kościół poświęcono 18 października 1945. 

## Architektura
Świątynia została zbudowana na planie prostokąta z wydzielonym i trójbocznie zamkniętym prezbiterium. Od zachodu do korpusu nawowego przybudowano czterokondygnacyjną wieżę na planie kwadratu, pokrytą dachem siodłowym. Okna wieńczą półłuki.

## Wnętrze
Nawę przykrywa drewniany strop. Prezbiterium od nawy oddziela łuk tęczowy z krucyfiksem. W prawym ołtarzu bocznym znajduje się obraz Matki Bożej Częstochowskiej, a w lewym Jezusa Miłosiernego. Ambona wsparta na kręconych kolumnach pochodzi z XIX wieku. Obiekt posiada emporę organową. Ławki pochodzą z XVIII wieku.
W marcu 2011, podczas remontu kościoła odnaleziono, dotąd przysłoniętą, drewnianą tablicę z nazwiskami mieszkańców wsi poległych w I wojnie światowej, którą odsłonięto i oczyszczono.

## Galeria

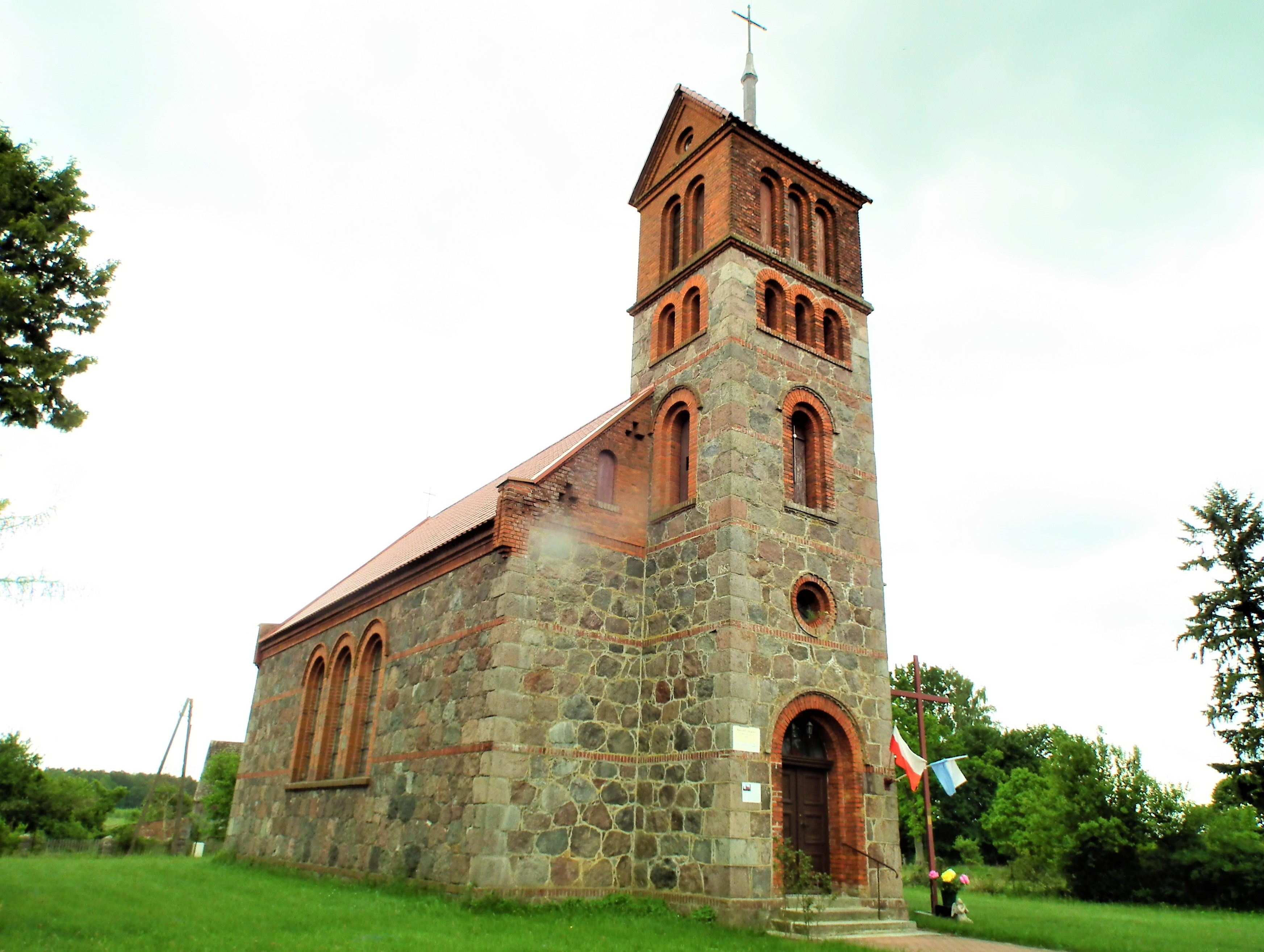
Widok ogólny
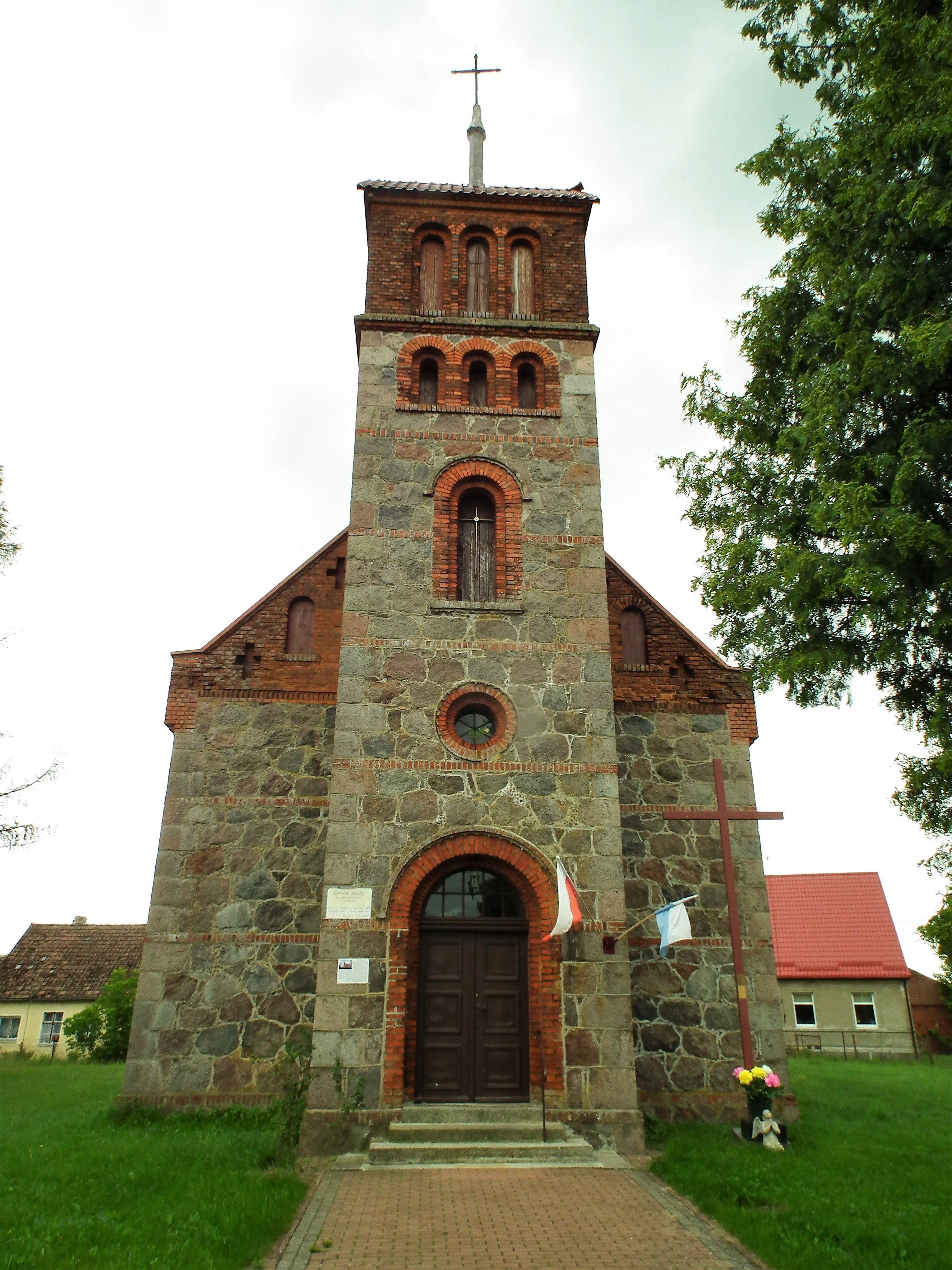
Wieża
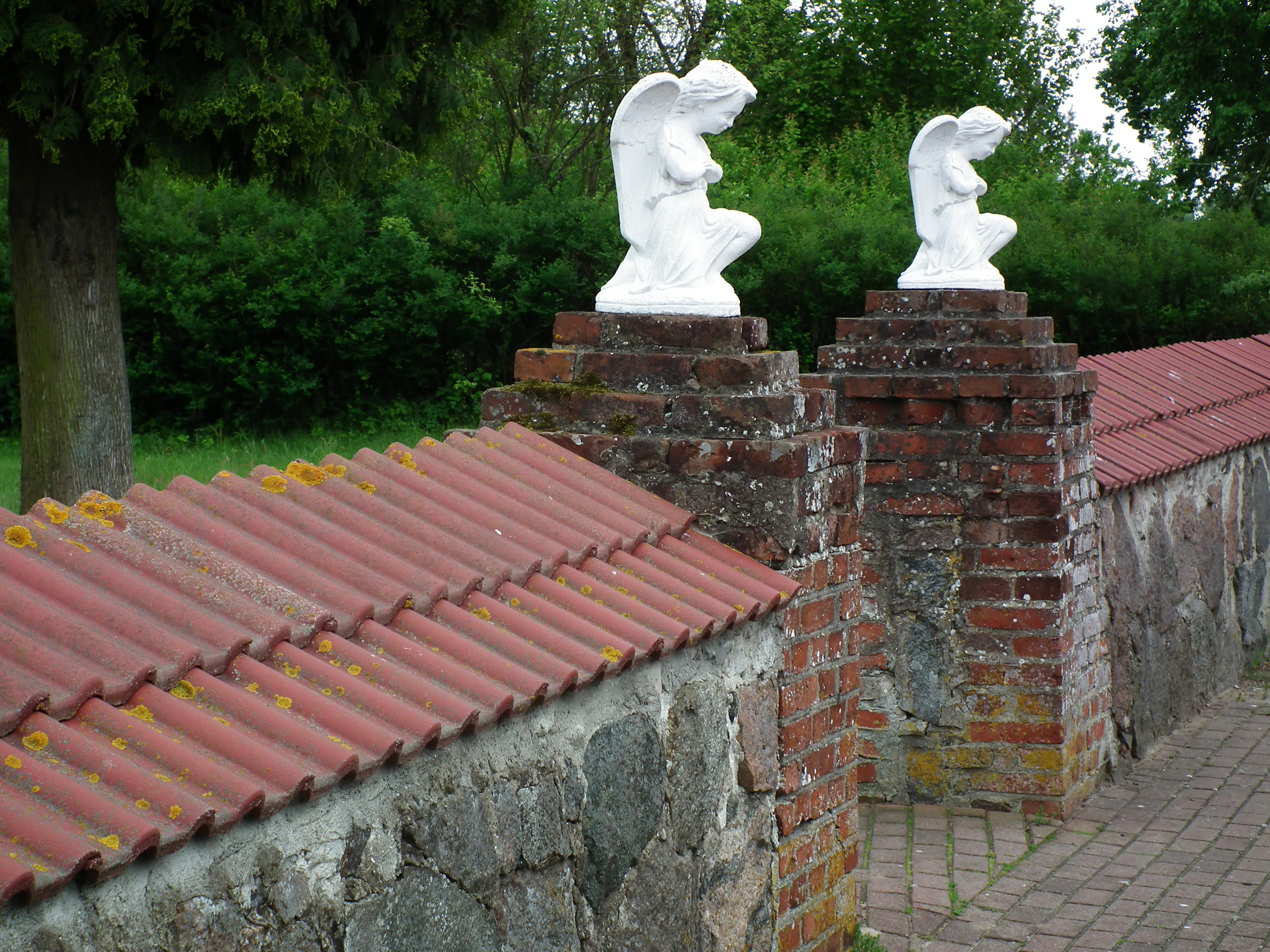
Brama